# Iruraiz-Gauna
Iruraiz-Gauna község Spanyolországban, Arabában. Lakosainak száma 553 fő (2024).

## Földrajza
Iruraiz-Gauna Salvatierra/Agurain, Barrundia, Arraia-Maeztu, San Millán, Alegría-Dulantzi, Bernedo, Elburgo/Burgelu és Vitoria-Gasteiz községekkel határos.

## Népesség
A település lakosságának változását az alábbi diagram mutatja:
| Lakosok száma | 447  | 465  | 474  | 493  | 534  | 511  | 514  | 517  | 529  | 553  |
|               | 2001 | 2004 | 2006 | 2009 | 2011 | 2014 | 2016 | 2019 | 2021 | 2024 |